# Сивоглава калугерица
Сивоглава калугерица (Vanellus cinereus) е вид птица от семейство Charadriidae.

## Разпространение
Видът е разпространен в Бангладеш, Виетнам, Индия, Камбоджа, Китай, Лаос, Монголия, Мианмар, Непал, Русия, Северна Корея, Тайланд, Филипините, Хонконг, Южна Корея и Япония.